# يورغن روتغرز
يورغن أنتون روتغرز (بالألمانية: Jürgen Anton Rüttgers) (ولد في 26 حزيران 1951 في كولونيا) هو سياسي ألماني (CDU). كان في الفترة من 22 حزيران 2005 إلى 14 تموز 2010 رئيس وزراء ولاية شمال الراين-وستفاليا التاسع. من 17 تشرن الثاني 1994 إلى 27 تشرين الأول 1998 كان روترز وزيرًا اتحادياً للتعليم والعلوم والأبحاث والتكنولوجيا في حكومة كول الخامسة.

## روابط خارجية
- يورغن روتغرز على موقع IMDb (الإنجليزية)
- يورغن روتغرز على موقع مونزينجر (الألمانية)
- يورغن روتغرز على موقع ألو سيني (الفرنسية)
- يورغن روتغرز على موقع قاعدة بيانات الفيلم (الإنجليزية)
- يورغن روتغرز على موقع كينوبويسك (الروسية)